# Jacob Wukie
Jacob Wukie, född 11 maj 1986 i Massillon, Ohio, är en sydkoreansk bågskytt som tog OS-brons i lagtävlingen vid de olympiska bågskyttetävlingarna 2012 i London. 